# Tongvarenvretertje
Het tongvarenvretertje (Psychoides verhuella) is een vlinder uit de familie echte motten (Tineidae). De wetenschappelijke naam is voor het eerst geldig gepubliceerd in 1853 door Bruand.
De soort gebruikt tongvaren, steenbreekvaren, muurvaren en adelaarsvaren als waardplanten. De vliegtijd is juni-juli.
De soort komt voor in Europa, onder meer in België. In 2014 werd hij voor het eerst waargenomen in Nederland.